# ネマニャ・ダングビッチ
ネマニャ・ダングビッチ（セルビア語: Немања Дангубић, ラテン文字転写: Nemanja Dangubić, 1993年4月13日 - ）はユーゴスラビア、パンチェヴォ出身、セルビアのバスケットボール選手。2014年NBAドラフトで全体54位で、フィラデルフィア・セブンティシクサーズに指名された直後に、サンアントニオ・スパーズに交渉権が移動した
。ポジションはシューティングガード。身長201cm、体重88kg。ユーロリーグのKKパルチザンに所属する。

## 経歴
2010年、KK Vršacに2011-12シーズンから加わるために、ジュニアチームに加入した。
2012年7月、KK Mega Vizuraと契約した。
2014年6月26日、2014年のNBAドラフトでフィラデルフィア・76ersから54位指名を受けた当日、交渉権はサンアントニオ・スパーズにトレードされた。
2014年7月31日、毎シーズンごとのオプトアウト契約を含む3年契約をKKツルヴェナ・ズヴェズダと結んだ。2014–15シーズン、ツルベナ・ズベズダはABAリーグ、セルビア・リーグ、コーラック・カップでチャンピオンとなった。
2016年7月10日、オプトアウトせず、2017–18シーズン終了まで契約を延長した。

## ナショナルチーム
Dangubić helped Serbia win silver medals at the 2011年の U19世界選手権、2011年 U18欧州選手権で銀メダルを獲得した。2014年の FIBA世界選手権にはトレーニングキャンプには参加したものの、膝の故障に伴い、出場できなかった。。

## 個人成績

### ユーロリーグ
| シーズン | チーム                   | GP | GS | MPG  | FG%  | 3P%  | FT%  | RPG | APG | SPG | BPG | PPG | PIR |
| -------- | ------------------------ | -- | -- | ---- | ---- | ---- | ---- | --- | --- | --- | --- | --- | --- |
| 2014–15  | KKツルヴェナ・ズヴェズダ | 23 | 11 | 14.2 | .382 | .342 | .684 | 2.0 | .7  | .4  | .1  | 4.1 | 1.9 |
| 2015–16  | KKツルヴェナ・ズヴェズダ | 19 | 15 | 15.9 | .551 | .452 | .692 | 1.9 | .8  | .3  | .1  | 5.2 | 3.4 |
| Career   |                          | 42 | 26 | 15.0 | .456 | .391 | .688 | 2.0 | .8  | .4  | .1  | 4.6 | 2.6 |